# Phreatodytes relictus
Phreatodytes relictus is een keversoort uit de familie diksprietwaterkevers (Noteridae). De wetenschappelijke naam van de soort werd in 1957 gepubliceerd door Uéno.